# Colomastix simplicauda
Colomastix simplicauda is een vlokreeftensoort uit de familie van de Colomastigidae. De wetenschappelijke naam van de soort is voor het eerst geldig gepubliceerd in 1938 door Nicholls.